# Josef Joos
Josef Joos (auch Joseph Joos) (* 7. Januar 1846 in Köln; † 24. August 1923 in New York) war ein deutscher Politiker (SPD).
Joos besuchte die Volksschule in Köln. Von 1883 bis 1890 war er Expedient des Sozialdemokraten bzw. Parteisekretär in Zürich. 1888 wurde er ausgewiesen und lebte dann in London. Von 1906 bis 1910 war er Vorsitzender der SPD-Landesorganisation im Herzogtum Gotha.
Bei den Landtagswahlen 1896 wurde er erstmals in den Gothaer Landtag gewählt. 1900, 1904 und 1908 konnte er sein Mandat verteidigen und gehörte dem Landtag bis zu seiner Auswanderung 1910 an.
Bei der Reichstagswahl 1898 kandidierte er erfolglos im Reichstagswahlkreis Fürstentum Schwarzburg-Sondershausen. Auch die Reichstagskandidatur 1903 diesem Wahlkreis blieb erfolglos.
Von Januar 1891 bis Mai 1910 war er Redakteur des Volksblatts in Gotha. 1910 wanderte er in die USA aus, wo bereits sein Sohn in New York lebte. Dort war er von 1910 bis 1920 Redakteur der Volkszeitung.
Joos war verheiratet und hatte einen Sohn.